# Pallagorio
Pallagorio är en ort och kommun i provinsen Crotone i regionen Kalabrien i Italien. Kommunen hade 1 164 invånare (2017).